# Kwasy krzemowe
Kwasy krzemowe (tlenowe kwasy krzemu) – nieorganiczne związki chemiczne powstałe z połączenia krzemu, tlenu i wodoru o ogólnym wzorze chemicznym [SiO
x(OH)
4−2x]
n. Kwasy tlenowe krzemu otrzymuje się w reakcjach hydrolizy krzemianów.
Zestawienie niższych kwasów krzemowych
- kwas metakrzemowy, H
2SiO
3, CAS 7699-41-4
- kwas ortokrzemowy (lub kwas krzemowy), H
4SiO
4, CAS 10193-36-9
- kwas metadikrzemowy, H
2Si
2O
5
- kwas dikrzemowy (lub kwas pirokrzemowy), H
6Si
2O
7, CAS 20638-18-0

## Otrzymywanie
Ditlenek krzemu jest bezwodnikiem kwasowym, jednakże nie ulega bezpośredniej reakcji z wodą. Uwodnienie SiO
2 udaje się przeprowadzić tylko okrężną drogą, np. przez stapianie go z NaOH w celu otrzymania dobrze rozpuszczalnych krzemianów sodu (np. ortokrzemianów sodu Na
4SiO
4). Produktem reakcji protolitycznych są kwasy krzemowe i polikrzemowe o różnym składzie, trudne do rozdzielenia. Pierwszym produktem jest kwas ortokrzemowy (H
4SiO
4), który wykazuje tendencję do odszczepiana cząsteczek wody i kondensowania z utworzeniem kwasów polikrzemowych.

## Proces kondensacji
Kondensacja kwasu ortokrzemowego prowadzi nie tylko do wytworzenia prostych, ale także i rozgałęzionych łańcuchów. Przez wielokrotne powtórzenie tego procesu mogą się tworzyć nawet struktury trójwymiarowe. Procesowi kondensacji towarzyszy zatem tworzenie się coraz większych cząsteczek.
Szybkość procesu kondensacji w bardzo dużym stopniu zależy od pH. Jest ona największa, gdy pH wynosi około 6-7 i wyraźnie maleje, jeśli kwasowość wzrasta lub się zmniejsza.
Galaretowaty żel wydzielający się z roztworu w wyniku procesu kondensacji jest skomplikowaną mieszaniną kwasów polikrzemowych. Nie udaje się wydzielenie poszczególnych czystych kwasów krzemowych o określonym składzie chemicznym. Suszenie żelu kwasów polikrzemowych w powietrzu prowadzi do otrzymania żelu krzemionkowego – silikażelu

## Rozpuszczalność kwasów krzemowych
Tylko najprostsze kwasy krzemowe tworzą roztwory rzeczywiste. Wyższe dają tylko roztwory koloidalne. Jeszcze wyższe wydzielają się w postaci galaretowatego osadu, przy czym cały roztwór może zakrzepnąć w żel.

## Kwas krzemowy w żywności
Kwas krzemowy naturalnie występuje w żywności: zbożach, warzywach, owocach, piwie oraz wodach mineralnych. Kwas krzemowy cechuje się wysoką biodostępnością – ok. 43% zostaje przyswojone przez organizm człowieka. Kwas krzemowy uważany jest za najlepsze źródło krzemu dla człowieka. Fakt, że krzem jest pierwiastkiem niezbędnym do prawidłowego funkcjonowania organizmu (np. wpływa na utrzymanie odpowiedniego poziomu gęstości mineralnej kości), a zawartość krzemu we współczesnej diecie się zmniejsza, opracowywane są suplementy diety wzbogacone w krzem. Jednak zastosowanie kwasu krzemowego do ich produkcji ogranicza efekt polimeryzacji. Przy stężeniu powyżej 0,1% molekuły kwasu krzemowego łączą się, tworząc kwas polikrzemowy o znacznie mniejszej przyswajalności. W celu zapobiegania polimeryzacji monomerów kwasu krzemowego opracowano kilka metod stabilizacji:
- metylosilanotriol, MeSi(OH)
3 (MMST, tzw. „krzem organiczny”) jest pochodną kwasu krzemowego, do której wprowadzono grupę metylową[6]
- kwas krzemowy stabilizowany choliną (ch-OSA, choline-stabilised orthosilicic acid)[7]
- kompleks kwasu krzemowego z waniliną (OSA-VC, orthosilicic acid-vanillin complex)[8]

Wszystkie trzy rodzaje są dopuszczone do stosowania w suplementach diety.